# Banza nihoa
Banza nihoa är en insektsart som beskrevs av Morgan Hebard 1926. Banza nihoa ingår i släktet Banza och familjen vårtbitare. IUCN kategoriserar arten globalt som sårbar. Inga underarter finns listade i Catalogue of Life.